# Sandro Borja
Sandro Borja (Ibarra, Imbabura, 13 de septiembre de 1973) es un exfutbolista ecuatoriano. Jugaba de Guardameta.

## Clubes
| Club                 | País    | Año       |
| -------------------- | ------- | --------- |
| Deportivo Quito      | Ecuador | 1991-1997 |
| Universidad Católica | Ecuador | 1998      |
| Deportivo Quito      | Ecuador | 1999-2004 |
| Liga de Loja         | Ecuador | 2005      |
| Liga de Quito        | Ecuador | 2006      |
| Imbabura SC          | Ecuador | 2007      |
| Liga de Portoviejo   | Ecuador | 2007      |
| Aucas                | Ecuador | 2009      |
| América de Quito     | Ecuador | 2010      |
| Cuniburo Fútbol Club | Ecuador | 2011-2012 |
| Cumbayá FC           | Ecuador | 2013      |